# کوین نیلن
کوین نیلن (انگلیسی: Kevin Nealon؛ زادهٔ ۱۸ نوامبر ۱۹۵۳) بازیگر اهل ایالات متحده آمریکا است.
از فیلم‌ها یا برنامه‌های تلویزیونی که وی در آن نقش داشته است، می‌توان به جو دِرْت، مهدکودک بابا، یانکی‌های کرنک، سر مخروطی‌ها اشاره کرد.